# Junya Yamashiro
Junya Yamashiro (山城 純也 Yamashiro Junya?), född 19 juni 1985 i Kyoto prefektur, är en japansk fotbollsspelare.
Yamashiro började sin karriär 2004 i Cerezo Osaka. Efter Cerezo Osaka spelade han för Sagan Tosu, V-Varen Nagasaki, Zweigen Kanazawa, Japan Soccer College och Fukui United FC. 